# 후쿠시마현 제5구
후쿠시마현 제5구(일본어: 福島県第5区)는 일본의 중의원 선거구이다. 1994년 일본 공직선거법이 개정되면서 신설되었다.

## 지역
- 이와키시
- 후타바군

## 역대 국회의원
- 사카모토 고지 (소속 정당: 신진당(1996년 ~ 1997년) → 무소속(1998년 ~ 1999년) → 자유민주당(1999년 ~ 2000년), 임기: 1996년 ~ 2000년)
- 요시노 마사요시 (소속 정당: 자유민주당, 임기: 2000년 ~ 2003년)
- 사카모토 고지 (소속 정당: 자유민주당, 임기: 2003년 ~ 2005년)
- 요시노 마사요시 (소속 정당: 자유민주당, 임기: 2005년 ~ 2009년)
- 요시다 이즈미 (소속 정당: 민주당, 임기: 2009년 ~ 2012년)
- 사카모토 고지 (소속 정당: 자유민주당, 임기: 2012년 ~ 2014년)
- 요시노 마사요시 (소속 정당: 자유민주당, 임기: 2014년 ~ 현재)